# Top 16 2004/05
Die Top 16 2004/05 war die 26. französische Mannschaftsmeisterschaft im Schach.
Meister wurde zum dritten Mal in Folge Paris NAO. Aus der Nationale II waren der Club de Echiquier des Papes Avignon, der Club de A.J.E. Noyon der Club de Reims Echec et Mat und der Club d’Echecs de Sautron aufgestiegen. Als einziger Aufsteiger erreichte Avignon den Klassenerhalt, während Noyon, Reims und Sautron zusammen mit dem Club de Vandœuvre-Echecs absteigen mussten.
Zu den gemeldeten Mannschaftskadern siehe Mannschaftskader der Top 16 2004/05.

## Modus
Das Turnier war unterteilt in eine Vorrunde und eine Endrunde. Die 16 teilnehmenden Mannschaften wurden in zwei Achtergruppen (Groupe A und Groupe B) eingeteilt und spielten in diesen ein einfaches Rundenturnier. Die ersten Vier beider Gruppen spielten im Poule Haute, die letzten vier im Poule Basse gegen den Abstieg. Mannschaften, die bereits in der Vorrunden aufeinandertrafen, spielten in der Endrunde nicht erneut gegeneinander. Über die Platzierung entschied zunächst die Summe der in Vorrunde und Endrunde erzielten Mannschaftspunkte (3 Punkte für einen Sieg, 2 Punkte für ein Unentschieden, 1 Punkt für eine Niederlage, 0 Punkte für eine kampflose Niederlage), anschließend die Differenz zwischen Gewinn- und Verlustpartien (wobei Wettkämpfe zwischen Teilnehmern des Poule Haute und des Poule Basse nicht berücksichtigt wurden) und letztendlich die Zahl der Gewinnpartien.

## Spieltermine
Die Wettkämpfe wurden ausgetragen vom 4. bis 6. Februar, vom 31. März bis 3. April und vom 4. bis 7. Mai 2005. In der Groupe A wurden in den ersten drei Runden je zwei Wettkämpfe in Nancy und Mulhouse gespielt, während die vierte bis siebte Runde zentral in Noyon ausgerichtet wurde. In der Groupe B wurden in den ersten drei Runden je zwei Wettkämpfe in Monaco und Vandœuvre gespielt, während die vierte bis siebte Runde zentral in Cannes durchgeführt wurden. Sämtliche Wettkämpfe des Poule Haute und des Poule Basse fanden in Port Barcarès statt.

## Vorrunde

### Gruppeneinteilung
Die 16 Mannschaften wurden wie folgt in die zwei Vorrunden eingeteilt:
| Groupe A                        | Groupe B                                |
| ------------------------------- | --------------------------------------- |
| Paris NAO (1)                   | C.E.M.C. Monaco (2)                     |
| Club de Clichy-Echecs-92 (4)    | Association Cannes-Echecs (3)           |
| Club de Montpellier Echecs (5)  | Club de Orcher la Tour Gonfreville (6)  |
| Club de Mulhouse Philidor (8)   | Club de Echiquier Niçois (7)            |
| Club de Bischwiller (9)         | Évry Grand Roque (10)                   |
| Club de Echiquier Nanceien (12) | Club de Vandœuvre-Echecs (11)           |
| Club de A.J.E. Noyon (A)        | Club de Echiquier des Papes Avignon (A) |
| Club de Reims Echec et Mat (A)  | Club d’Echecs de Sautron (A)            |

Anmerkung: Die Vorjahresplatzierung wird eingeklammert angegeben, bei den Aufsteigern ist stattdessen ein „A“ angegeben.

### Groupe A
Während NAO schon vor der letzten Runde nicht mehr von der Tabellenspitze vertrieben werden konnte, sicherten sich Mulhouse, Clichy und Bischwiller die Plätze im Poule Haute erst in der letzten Runde.

#### Abschlusstabelle
| Pl. | Verein                         | Sp | G | U | V | MP | Brett-P. |
| --- | ------------------------------ | -- | - | - | - | -- | -------- |
| 01. | Paris NAO (M)                  | 7  | 7 | 0 | 0 | 21 | 35:5     |
| 02. | Club de Mulhouse Philidor      | 7  | 4 | 1 | 2 | 16 | 18:18    |
| 03. | Club de Clichy-Echecs-92       | 7  | 4 | 0 | 3 | 15 | 22:12    |
| 04. | Club de Bischwiller            | 7  | 4 | 0 | 3 | 15 | 25:20    |
| 05. | Club de Montpellier Echecs     | 7  | 3 | 2 | 2 | 15 | 19:14    |
| 06. | Club de Echiquier Nanceien     | 7  | 2 | 1 | 4 | 12 | 18:23    |
| 07. | Club de A.J.E. Noyon (N)       | 7  | 2 | 0 | 5 | 11 | 12:26    |
| 08. | Club de Reims Echec et Mat (N) | 7  | 0 | 0 | 7 | 7  | 4:35     |

#### Entscheidungen
|     | Teilnehmer am Poule Haute: Paris NAO, Club de Mulhouse Philidor, Club de Clichy-Echecs-92, Club de Bischwiller                      |
|     | Teilnehmer am Poule Basse: Club de Montpellier Echecs, Club de Echiquier Nanceien, Club de A.J.E. Noyon, Club de Reims Echec et Mat |
| (M) | Meister der letzten Saison |
| (N) | Aufsteiger der letzten Saison |

#### Kreuztabelle
| Ergebnisse | Ergebnisse                 | 01. | 02. | 03. | 04. | 05. | 06. | 07. | 08. |
| ---------- | -------------------------- | --- | --- | --- | --- | --- | --- | --- | --- |
| 01.        | Paris NAO                  |     | 6:0 | 3:1 | 5:0 | 4:2 | 5:1 | 7:0 | 5:1 |
| 02.        | Club de Mulhouse Philidor  | 0:6 |     | 2:3 | 4:3 | 1:1 | 4:1 | 4:2 | 3:2 |
| 03.        | Club de Clichy-Echecs-92   | 1:3 | 3:2 |     | 2:5 | 1:2 | 5:0 | 5:0 | 5:0 |
| 04.        | Club de Bischwiller        | 0:5 | 3:4 | 5:2 |     | 3:2 | 3:5 | 4:2 | 7:0 |
| 05.        | Club de Montpellier Echecs | 2:4 | 1:1 | 2:1 | 2:3 |     | 3:3 | 4:1 | 5:1 |
| 06.        | Club de Echiquier Nanceien | 1:5 | 1:4 | 0:5 | 5:3 | 3:3 |     | 2:3 | 6:0 |
| 07.        | Club de A.J.E. Noyon       | 0:7 | 2:4 | 0:5 | 2:4 | 1:4 | 3:2 |     | 4:0 |
| 08.        | Club de Reims Echec et Mat | 1:5 | 2:3 | 0:5 | 0:7 | 1:5 | 0:6 | 0:4 |     |

### Groupe B
In der zweiten Gruppe standen Cannes, Nice und Évry schon vor der letzten Runde als Teilnehmer am Poule Haute fest, den vierten Platz sicherte sich Gonfreville knapp vor Monaco.

#### Abschlusstabelle
| Pl. | Verein                                  | Sp | G | U | V | MP | Brett-P. |
| --- | --------------------------------------- | -- | - | - | - | -- | -------- |
| 01. | Association Cannes-Echecs               | 7  | 6 | 0 | 1 | 19 | 31:9     |
| 02. | Club de Echiquier Niçois                | 7  | 5 | 1 | 1 | 18 | 25:6     |
| 03. | Évry Grand Roque                        | 7  | 5 | 1 | 1 | 18 | 27:11    |
| 04. | Club de Orcher la Tour Gonfreville      | 7  | 3 | 2 | 2 | 15 | 22:14    |
| 05. | C.E.M.C. Monaco                         | 7  | 4 | 0 | 3 | 15 | 22:16    |
| 06. | Club de Echiquier des Papes Avignon (N) | 7  | 2 | 0 | 5 | 11 | 15:24    |
| 07. | Club de Vandœuvre-Echecs                | 7  | 1 | 0 | 6 | 9  | 9:32     |
| 08. | Club d’Echecs de Sautron (N)            | 7  | 0 | 0 | 7 | 7  | 4:43     |

#### Entscheidungen
|     | Teilnehmer am Poule Haute: Association Cannes-Echecs, Club de Echiquier Niçois, Évry Grand Roque, Club de Orcher la Tour Gonfreville |
|     | Teilnehmer am Poule Basse: C.E.M.C. Monaco, Club de Echiquier des Papes Avignon, Club de Vandœuvre-Echecs, Club d’Echecs de Sautron  |
| (N) | Aufsteiger der letzten Saison |

#### Kreuztabelle
| Ergebnisse | Ergebnisse                          | 01. | 02. | 03. | 04. | 05. | 06. | 07. | 08. |
| ---------- | ----------------------------------- | --- | --- | --- | --- | --- | --- | --- | --- |
| 01.        | Association Cannes-Echecs           |     | 2:4 | 3:1 | 2:0 | 6:0 | 4:3 | 7:1 | 7:0 |
| 02.        | Club de Echiquier Niçois            | 4:2 |     | 1:3 | 1:1 | 3:0 | 3:0 | 5:0 | 8:0 |
| 03.        | Évry Grand Roque                    | 1:3 | 3:1 |     | 4:4 | 3:0 | 5:2 | 6:0 | 5:1 |
| 04.        | Club de Orcher la Tour Gonfreville  | 0:2 | 1:1 | 4:4 |     | 1:4 | 4:1 | 7:0 | 5:2 |
| 05.        | C.E.M.C. Monaco                     | 0:6 | 0:3 | 0:3 | 4:1 |     | 7:1 | 5:1 | 6:1 |
| 06.        | Club de Echiquier des Papes Avignon | 3:4 | 0:3 | 2:5 | 1:4 | 1:7 |     | 2:1 | 6:0 |
| 07.        | Club de Vandœuvre-Echecs            | 1:7 | 0:5 | 0:6 | 0:7 | 1:5 | 1:2 |     | 6:0 |
| 08.        | Club d’Echecs de Sautron            | 0:7 | 0:8 | 1:5 | 2:5 | 1:6 | 0:6 | 0:6 |     |

## Endrunde

### Poule Haute
NAO war mit 2 Punkten Vorsprung auf Cannes in die Endrunde gegangen. Nachdem Cannes die beiden drei Runden gewann, während NAO ein Unentschieden gegen Nice abgab, reduzierte sich der Vorsprung auf einen Punkt, mit einem klaren Sieg im direkten Vergleich verteidigte NAO jedoch sicher den Titel.

#### Abschlusstabelle
| Pl. | Verein                             | Sp | G  | U | V | MP | Brett-P. |
| --- | ---------------------------------- | -- | -- | - | - | -- | -------- |
| 01. | Paris NAO (M)                      | 11 | 10 | 1 | 0 | 32 | 53:10    |
| 02. | Association Cannes-Echecs          | 11 | 9  | 0 | 2 | 29 | 46:15    |
| 03. | Club de Echiquier Niçois           | 11 | 7  | 2 | 2 | 27 | 34:13    |
| 04. | Évry Grand Roque                   | 11 | 7  | 1 | 3 | 26 | 40:20    |
| 05. | Club de Clichy-Echecs-92           | 11 | 7  | 0 | 4 | 25 | 36:19    |
| 06. | Club de Bischwiller                | 11 | 5  | 0 | 6 | 21 | 31:34    |
| 07. | Club de Orcher la Tour Gonfreville | 11 | 4  | 2 | 5 | 21 | 29:30    |
| 08. | Club de Mulhouse Philidor          | 11 | 4  | 1 | 6 | 20 | 18:36    |

#### Entscheidungen
|     | Französischer Meister: Paris NAO |
| (M) | Meister der letzten Saison       |

#### Kreuztabelle
| Ergebnisse | Ergebnisse                         | 01. | 02. | 03. | 04. | 05. | 06. | 07. | 08. |
| ---------- | ---------------------------------- | --- | --- | --- | --- | --- | --- | --- | --- |
| 01.        | Paris NAO                          |     | 4:0 | 3:3 | 4:2 |     |     | 7:0 |     |
| 02.        | Association Cannes-Echecs          | 0:4 |     |     |     | 3:2 | 6:0 |     | 6:0 |
| 03.        | Club de Echiquier Niçois           | 3:3 |     |     |     | 2:3 | 3:1 |     | 1:0 |
| 04.        | Évry Grand Roque                   | 2:4 |     |     |     | 0:3 | 5:2 |     | 6:0 |
| 05.        | Club de Clichy-Echecs-92           |     | 2:3 | 3:2 | 3:0 |     |     | 6:2 |     |
| 06.        | Club de Bischwiller                |     | 0:6 | 1:3 | 2:5 |     |     | 3:0 |     |
| 07.        | Club de Orcher la Tour Gonfreville | 0:7 |     |     |     | 2:6 | 0:3 |     | 5:0 |
| 08.        | Club de Mulhouse Philidor          |     | 0:6 | 0:1 | 0:6 |     |     | 0:5 |     |

Anmerkungen:
- Der Wettkampf zwischen Évry und Mulhouse endete 6:1 für Évry, wurde allerdings mit 6:0 für Évry gewertet.
- Der Wettkampf zwischen Mulhouse und Gonfreville endete 5:1 für Mulhouse, wurde allerdings mit 5:0 für Mulhouse gewertet.

### Poule Basse
In der Abstiegsrunde standen vor der letzten Runde mit Vandœuvre, Reims und Sautron drei Absteiger fest. Noyon hatte mit zwei Punkten Rückstand auf Nancy nur geringe Chancen auf den Klassenerhalt und musste in der Tat absteigen, da Nancy gegen Avignon gewann.

#### Abschlusstabelle
| Pl. | Verein                                  | Sp | G | U | V  | MP | Brett-P. |
| --- | --------------------------------------- | -- | - | - | -- | -- | -------- |
| 09. | Club de Montpellier Echecs              | 11 | 6 | 3 | 2  | 26 | 33:22    |
| 10. | C.E.M.C. Monaco                         | 11 | 7 | 0 | 4  | 25 | 36:20    |
| 11. | Club de Echiquier Nanceien              | 11 | 4 | 2 | 5  | 21 | 26:29    |
| 12. | Club de Echiquier des Papes Avignon (N) | 11 | 4 | 1 | 6  | 20 | 29:32    |
| 13. | Club de A.J.E. Noyon (N)                | 11 | 4 | 0 | 7  | 19 | 24:37    |
| 14. | Club de Vandœuvre-Echecs                | 11 | 2 | 1 | 8  | 16 | 21:41    |
| 15. | Club de Reims Echec et Mat (N)          | 11 | 1 | 0 | 10 | 13 | 10:56    |
| 16. | Club d’Echecs de Sautron (N)            | 11 | 0 | 0 | 11 | 11 | 10:62    |

#### Entscheidungen
|     | Absteiger in die Nationale I: Club de A.J.E. Noyon, Club de Vandœuvre-Echecs, Club de Reims Echec et Mat, Club d’Echecs de Sautron |
| (N) | Aufsteiger der letzten Saison |

#### Kreuztabelle
| Ergebnisse | Ergebnisse                          | 09. | 10. | 11. | 12. | 13. | 14. | 15. | 16. |
| ---------- | ----------------------------------- | --- | --- | --- | --- | --- | --- | --- | --- |
| 09.        | Club de Montpellier Echecs          |     | 2:1 |     | 3:3 |     | 4:3 |     | 5:1 |
| 10.        | C.E.M.C. Monaco                     | 1:2 |     | 4:0 |     | 4:1 |     | 5:1 |     |
| 11.        | Club de Echiquier Nanceien          |     | 0:4 |     | 3:1 |     | 1:1 |     | 4:0 |
| 12.        | Club de Echiquier des Papes Avignon | 3:3 |     | 1:3 |     | 3:2 |     | 7:0 |     |
| 13.        | Club de A.J.E. Noyon                |     | 1:4 |     | 2:3 |     | 3:2 |     | 6:2 |
| 14.        | Club de Vandoeuvre-Echecs           | 3:4 |     | 1:1 |     | 2:3 |     | 6:1 |     |
| 15.        | Club de Reims Echec et Mat          |     | 1:5 |     | 0:7 |     | 1:6 |     | 4:3 |
| 16.        | Club d’Echecs de Sautron            | 1:5 |     | 0:4 |     | 2:6 |     | 3:4 |     |

## Die Meistermannschaft
| 1.            | Paris NAO |
| Schachfiguren | Michael Adams, Étienne Bacrot, Francisco Vallejo Pons, Joël Lautier, Teymur Rəcəbov, Sergei Karjakin, Laurent Fressinet, Igor-Alexandre Nataf, Caroline Cochet, Arnaud Hauchard, Maxime Vachier-Lagrave, Lucie Rigolot, Alexander Grischtschuk, Peter Heine Nielsen, Pjotr Swidler, Wladimir Kramnik. |